# Сантері Алатало
Сантері Алатало (фін. Santeri Alatalo; 9 травня 1990, Тампере, Фінляндія) — фінський та швейцарський хокеїст, захисник, виступає з 2021 у клубі «Лугано» Національній лізі А.

## Ігрова кар'єра
Алатало виступав за юнацьку команду ЮІП (Ювяскюля) до 2007 року, після цього переїхав до клубу  ГПК Гямеенлінна. В сезоні 2008/09 років він дебютує у СМ-лізі, де грає три матчі в регулярному чемпіонаті та ще один матч в плей-оф. Більша частина цього сезону, як і наступного він проведе в клубі СаПКо у першій лізі та в молодіжній збірній Фінляндії.
У сезоні 2010/11 захисник робить прорив у СМ-лігу, в складі ГПК (Гямеенлінна) Сантері проводить 59 матчів в регулярному чемпіонаті та набирає 10 очок (3 + 7) та 48 хвилин штрафного часу. У жовтні 2012 року він переходить до клубу ХК «Давос» (НЛА). Алатало задіяний у грудні 2012 року на традиційному Кубку Шпенглера.
З сезону 2013/14 Сантері захищав кольори клубу ХК «Цуг».
10 травня 2021 року підписав чотирирічний контракт з клубом «Лугано».

## Нагороди та досягнення
- В команді «Усіх зірок» Кубка Шпенглера — 2012.

## Особисте життя
Його батько Матті Алатало також був професійним хокеїстом, а зараз працює тренером, зокрема клубу Кярпят у 2008–2010 роках.
У 2020 році Сантері отримав громадянство Швейцарії та отримав право виступати за збірну цієї країни.